# 社会学的基本概念
《社会学的基本概念》（德語：Soziologische Grundbegriffe）是德国经济学家和社会学家马克斯·韦伯的著作之一，原作1922年出版。英文版译名为Basic Concepts in Sociology，有多个译本，最早于1968年出版，中文版也有多个译本，最早于2000年出版。